# Mezzosopransaxophon
Das Mezzosopransaxophon, teilweise auch als F-Altsaxophon bezeichnet, ist ein Saxophon in F, also einen Ganzton über dem Altsaxophon. In Größe und Klang ähnelt es dem Es-Altsaxophon, obwohl die obere Oktave eher wie ein Sopransaxophon klingt. Es gibt nur sehr wenige Mezzosopransaxophone, da sie nur von 1928 bis 1929 von C. G. Conn hergestellt wurden. Sie waren nicht sehr bekannt und wurden in geringen Mengen verkauft, da die Produktion nach dem Schwarzen Donnerstag eingestellt wurde, da Conn sich gezwungen sah, nur noch die beliebteren Instrumente zu produzieren.
Conn verwendete die nicht verkauften Mezzosopransaxophone zu Ausbildungszwecken. Üblicherweise wurden die Instrumente dazu absichtlich beschädigt (z. B. auf einen Betonboden fallen gelassen) und die Auszubildenden wurden mit der Reparatur beauftragt. Diese Beanspruchung zerstörte diese Saxophone schlussendlich.
Das Mezzosopransaxophon ist das einzige Saxophon in F, abgesehen von wenigen Prototypen von F Baritonsaxophonen. Obwohl Maurice Ravels Orchesterstück Boléro von 1928 ein Sopraninosaxophon in F verwendet, ist es unwahrscheinlich, dass es ein solches Instrument je gab. Das Mezzosopransaxophon wurde auch in der Sinfonia domestica von Richard Strauss verwendet, die Passagen für vier Saxophone enthält, darunter ein Mezzosopransaxophon.
Bekannte Spieler des Mezzosopransaxophons sind unter anderem Anthony Braxton, James Carter und Jay Easton.